# In tema d'amore
In tema d'amore è il secondo album di Memo Remigi, pubblicato dall'etichetta discografica Carosello Records nel 1971.

## Tracce

### LP
Lato A
1. Lo so che è stato amore – 3:40 (testo: Cristiano Minellono – musica: Memo Remigi)
2. Mi succede d'amare – 3:10 (testo: Cristiano Minellono – musica: Memo Remigi)
3. Cento donne, poi Maria – 3:12 (testo: Cristiano Minellono – musica: Memo Remigi)
4. ...tra i gerani e l'edera – 3:52 (testo: Luciano Beretta – musica: Memo Remigi, Tony De Vita)
5. Amore romantico – 4:10 (testo: Alberto Testa – musica: Memo Remigi, Tony De Vita)

Lato B
1. Tu sei qui – 3:33 (testo: Vito Pallavicini – musica: Memo Remigi)
2. Il vino dell'amore – 2:47 (testo: Alberto Testa – musica: Memo Remigi)
3. Libertà – 2:54 (testo: Cristiano Minellono – musica: Memo Remigi)
4. Apri la finestra – 3:05 (testo: Franco Califano – musica: Memo Remigi)
5. Una famiglia – 2:50 (testo: Alberto Testa – musica: Memo Remigi)
6. Monamì – 3:05 (Memo Remigi)

## Musicisti
- Memo Remigi – voce
- Angelo Giacomazzi – direzione orchestra

Note aggiuntive
- Carosello C.E.M.E.O. – produzione